# Пыра
Пы́ра — посёлок в Нижегородской области России. Входит в состав городского округа «город Дзержинск». До 1951 года посёлок назывался Пырское торфопредприятие. С 1951 по 2010 годы имел статус посёлка городского типа. С 2010 года получил статус сельского населённого пункта.

## География
Пыра расположена в 35 км к западу от Нижнего Новгорода, в 15 км к северу от Дзержинска, в 2-х километрах к северу от шоссе М7 «Волга» (Москва — Нижний Новгород). Высота центра селения над уровнем моря — 102 м.

## История

### История посёлка Пыра
История Пыры неразрывно связана с добычей торфа. В 1930 году посёлок был образован Нижегородским торфотрестом для обеспечения топливом завода им. Якова Свердлова. Параллельно строились объекты социальной инфраструктуры, такие как школа, детский сад, магазины, клуб.
Для вывоза торфа на завод, а также для пассажирского движения, была построена узкоколейная железная дорога длиной около 5 километров, центральная станция которой находилась примерно на месте современной улицы Железнодорожной. По данным Клауса Фритцше по узкоколейке торф также поставлялся на Балахнинскую электростанцию.
В 1975 году была разобрана узкоколейка, предположительно, из-за перехода завода им. Свердлова на другие виды топлива. На месте узкоколейки была построена асфальтированная дорога.
1 октября 2008 года в посёлке был проведён опрос граждан по вопросу: «Согласны ли Вы с изменением категории и вида рабочего посёлка Пыра на категорию „сельский населённый пункт?“» В опросе приняли участие 830 жителей посёлка из 1653, имеющих право на участие в опросе, из них 538 согласились с предложением.
В 2010 году Пыра получила статус посёлка сельского типа, а соответствующее административно-территориальное образование получило название «Пырский сельсовет», куда входит непосредственно посёлок Пыра, а также «Пырские Дворики», находящиеся возле автомобильной дороги М7 «Волга» (Москва — Нижний Новгород).

### Пырская школа
История пырской школы начинается в 1934 году. Сначала была построена 4-летняя школа-интернат на 50-60 детей работников пырского торфопредприятия. Позднее школа стала 7-леткой и число учащихся в ней, на тот момент, уже составляло около 500 человек.
В 1956 году построили новое здание школы, сохранившееся до сих пор.

### Дворики
Чернореченске Дворики (также Пырские Дворики) — ранее бывший посёлок возле автодороги М7 «Волга» в 2-х километрах от Пыры, ныне её часть. Название «дворики» говорит о том, что ранее здесь была ямская станция для смены лошадей. Такие станции располагались через каждые 15 километров. Следующая станция в сторону Нижнего Новгорода — Гнилицкие Дворики.
Поселение было основано в начале 50-х годов XIX века. В начале XX века в Двориках стали размещать рабочих, прибывших добывать торф. В 90-е годы поселение было объединено с Пырой.

## Население
| 1989 | 2002  | 2009  | 2010  |
| ---- | ----- | ----- | ----- |
| 2313 | ↘2025 | ↘1909 | ↗1938 |

## Экономика
На территории посёлка расположен цех Дзержинского завода химического машиностроения по производству металлических бочек, в настоящее время недействующий.
Работает производство немецкой компании Liebherr по выпуску компонентов строительной техники. Liebherr ведёт в Пыре строительство машиностроительного производства по выпуску авиакомпонентов, строительной техники стоимостью около 200 млн евро.
На территории посёлка работает крупный центр продажи и обслуживания американских грузовых автомобилей.
На территории посёлка работают 3 магазина и 1 столовая, 1 парикмахерская. 
Временно не работает отделение почты.

## Достопримечательности
- В двух километрах северо-западнее посёлка Пыра расположено Пырское озеро — крупнейшее в Нижегородской области. Также рядом с посёлком протекает река Пыра.

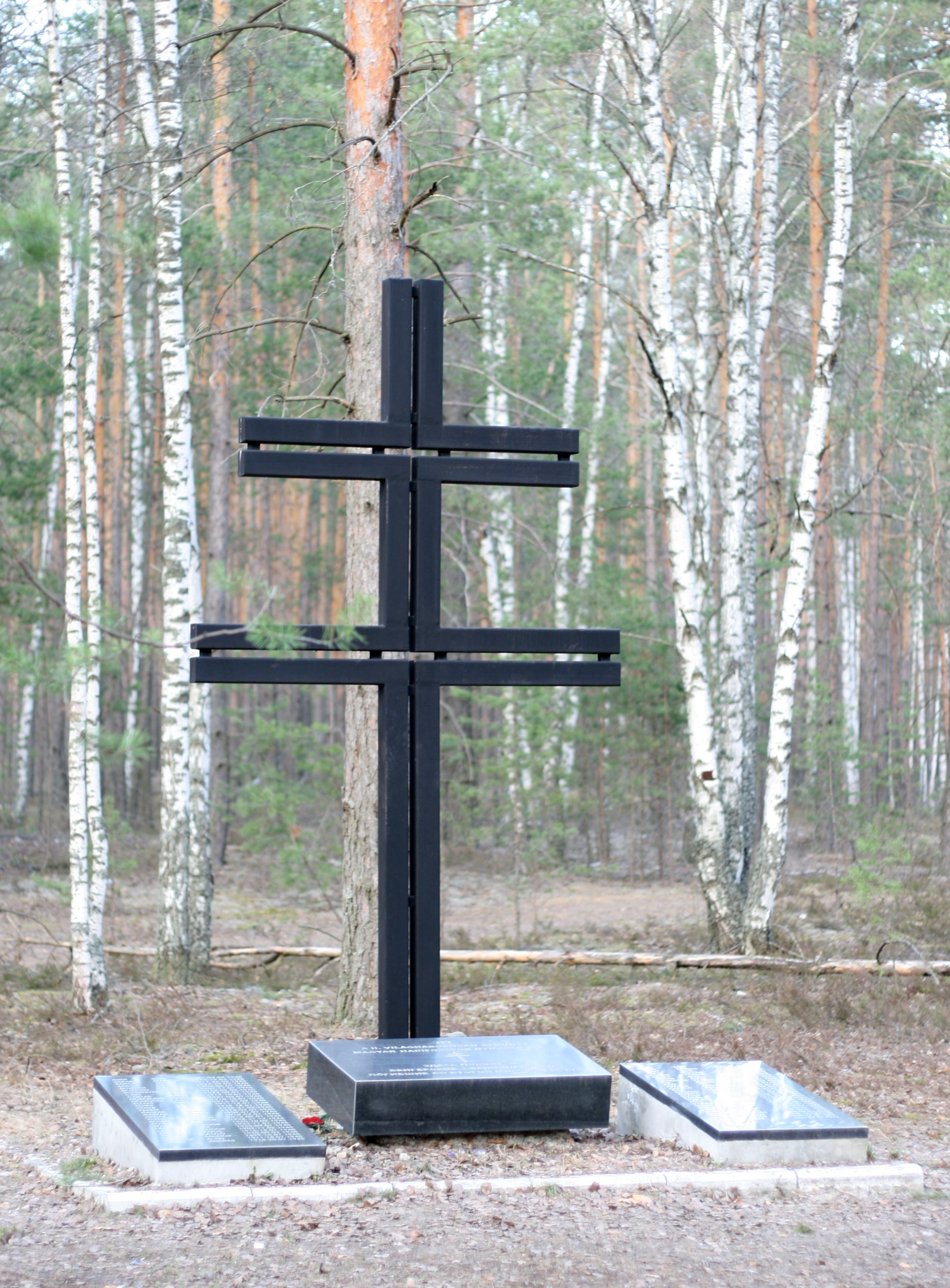
Памятник венгерским военнопленным, погибшим на Пырских торфяниках

- В лесах рядом с Пырским озером, в местах бывших торфоразработок в 1996 году венгерскими общественными организациями с разрешения местных властей был установлен памятник военнопленным, погибшим на пырских торфяниках в 1944—1946 годах. В лагере содержались пленные венгры и немцы. Подробнее об этом есть в книге Клауса Фритцше «Вынужденная посадка. Записки немецкого военнопленного». В 2007 году памятник был разрушен вандалами, но в настоящее время восстановлен.
- В самом посёлке находится православный храм во имя Троицы Живоначальной, действующий с 1996 года[13]. Церковь размещена в деревянном здании 1932 года постройки, которое ранее использовалось как пекарня, клубовая, а в позднее время как промтоварный склад. Здание было отремонтировано, пристроена колокольня и установлены купола с крестами, а прилегающая территория облагорожена[14].
- Севернее посёлка располагается Тепловский водозабор города Дзержинска.
- Также севернее располагается и испытательный полигон завода им. Свердлова.

## Известные жители
- Михаил Егорович Сергеев — старшина Советской Армии, участник Великой Отечественной войны, Герой Советского Союза (1945)[15].
- Сергей Грунин Владимирович — младший сержант Российской Армии, участник антитеррористической операции на территории Чеченской Республики.